# Килиј (Олт)
Килиј (рум. Chilii) насеље је у Румунији у округу Олт у општини Добрун. Oпштина се налази на надморској висини од 108 m.

## Становништво
Према подацима из 2002. године у насељу је живело 165 становника, од којих су сви румунске националности.